# Topologisch nilpotentes Element
Ein topologisch nilpotentes Element ist ein Element eines topologischen Ringes, dessen Potenzen gegen Null konvergieren. Diese Elemente finden Anwendung in der Theorie adischer Räume.

## Definition
Sei {\displaystyle A} ein topologischer Ring. Ein Element {\displaystyle a\in A} heißt topologisch nilpotent, falls die Folge {\displaystyle (a^{n})_{n\in \mathbb {N} }} gegen {\displaystyle 0} konvergiert. Das heißt, dass für jede offene Umgebung {\displaystyle U} von {\displaystyle 0} ein {\displaystyle n\in \mathbb {N} } existiert, sodass {\displaystyle a^{n}\in U} ist.

## Eigenschaften
- Jedes topologisch nilpotente Element ist potenz-beschränkt.
- Ist {\displaystyle a\in A} topologisch nilpotent und {\displaystyle x\in A} potenz-beschränkt, so ist {\displaystyle ax} topologisch nilpotent.

## Beispiele
- Ein Element {\displaystyle x\in \mathbb {R} } ist genau dann topologisch nilpotent, wenn {\displaystyle |x|<1} gilt.
- Ist allgemeiner {\displaystyle A} ein topologischer kommutativer Ring, dessen Topologie von einem Betrag induziert wird, dann ist ein Element {\displaystyle x\in A} genau dann topologisch nilpotent, wenn {\displaystyle |x|<1} gilt. Ist der Betrag nicht-archimedisch, so bilden die topologisch nilpotenten Elemente ein Ideal {\displaystyle A^{\circ \circ }} des Ringes der potenz-beschränkten Elemente {\displaystyle A^{\circ }}. Das folgt aus der ultrametrischen Ungleichung.